# Pogonomyrmex guatemaltecus
Pogonomyrmex guatemaltecus is een mierensoort uit de onderfamilie van de Myrmicinae. De wetenschappelijke naam van de soort is voor het eerst geldig gepubliceerd in 1914 door Wheeler, W.M..